# Desdemona Schlichting
Desdemona Schlichting var en tysk skådespelare.

## Filmografi
- 1921 – Die Insel der Verschollenen – den sista överlevande
- 1927 – En perfekt gentleman – Hortenses kammarjungfru